# Liste des matchs de l'équipe des Philippines de football par adversaire
- Haut – A
- B
- C
- D
- E
- F
- G
- H
- I
- J
- K
- L
- M
- N
- O
- P
- Q
- R
- S
- T
- U
- V
- W
- X
- Y
- Z

Cette liste présente les matchs de l'équipe des Philippines de football par adversaire rencontré.

## A

### Australie
Confrontations entre l'Australie et les Philippines :
| Date            | Lieu                | Match                   | Score | Compétition  |
| 29 octobre 1972 | Manille Philippines | Philippines - Australie | 0-6   | Match amical |

Bilan
- Total de matchs disputés : 1
- Victoires de l'équipe d'Australie : 1
- Victoires de l'équipe des Philippines : 0
- Match nul : 0

## B

### Bhoutan

#### Confrontations
Confrontations entre les Philippines et le Bhoutan :
|   | Date          | Lieu   | Match                 | Score | Compétition                    |
| - | ------------- | ------ | --------------------- | ----- | ------------------------------ |
| 1 | 17 mai 2008   | Iloilo | Philippines - Bhoutan | 3-0   | AFC Challenge Cup 2008 (gr. B) |
| 2 | 14 avril 2009 | Malé   | Philippines - Bhoutan | 1-0   | AFC Challenge Cup 2010 (gr. B) |

#### Bilan
Au 31 mars 2019 :
- Total de matchs disputés : 2
- Victoires des Philippines : 2
- Match nul : 0
- Victoires du Bhoutan : 0
- Total de buts marqués par les Philippines : 4
- Total de buts marqués par le Bhoutan : 0

### Brunei

#### Confrontations
Confrontations entre Brunei et les Philippines :
|   | Date             | Lieu         | Match                | Score | Compétition                                     |
| - | ---------------- | ------------ | -------------------- | ----- | ----------------------------------------------- |
| 1 | 20 novembre 1977 | Kuala Lumpur | Philippines - Brunei | 4-1   | Jeux d'Asie du Sud-Est de 1977 (gr. A)          |
| 2 | 25 août 1989     | Kuala Lumpur | Brunei - Philippines | 2-0   | Jeux d'Asie du Sud-Est de 1989 (gr. B)          |
| 3 | 12 décembre 1995 | Chiang Mai   | Philippines - Brunei | 1-0   | Jeux d'Asie du Sud-Est de 1995 (gr. B)          |
| 4 | 8 septembre 1996 | Singapour    | Brunei - Philippines | 1-0   | Tiger Cup 1996 (gr. A)                          |
| 5 | 20 novembre 2006 | Bacolod      | Philippines - Brunei | 4-1   | Championnat de l'ASEAN 2007 (tour préliminaire) |
| 6 | 13 mai 2008      | Iloilo       | Philippines - Brunei | 1-0   | AFC Challenge Cup 2008 (gr. B)                  |
| 7 | 19 octobre 2008  | Phnom Penh   | Philippines - Brunei | 1-1   | AFF Suzuki Cup 2008 (tour préliminaire)         |

#### Bilan
Au 1er avril 2019 :
- Total de matchs disputés : 7
- Victoires de Brunei : 2
- Match nul : 1
- Victoires des Philippines : 4
- Total de buts marqués par Brunei : 6
- Total de buts marqués par les Philippines : 11

## C

### Cambodge
Confrontations entre le Cambodge et les Philippines :
| Date              | Lieu         | Match                  | Score | Compétition                                          |
| 6 juin 1972       | Jakarta      | Cambodge - Philippines | 4-0   |                                                      |
| 2 août 1972       | Kuala Lumpur | Philippines- Cambodge  | 2-2   |                                                      |
| 27 septembre 1972 | Séoul        | Philippines - Cambodge | 1-0   |                                                      |
| 26 mars 1998      | Singapour    | Philippines- Cambodge  | 1-1   |                                                      |
| 21 décembre 2002  | Jakarta      | Cambodge - Philippines | 1-0   |                                                      |
| 18 novembre 2006  | Bacolod      | Philippines - Cambodge | 1-0   |                                                      |
| 23 octobre 2008   | Phnom Penh   | Cambodge - Philippines | 2-3   |                                                      |
| 26 octobre 2010   | Vientiane    | Philippines- Cambodge  | 0-0   |                                                      |
| 5 septembre 2012  | Phnom Penh   | Cambodge - Philippines | 0-0   | Match amical                                         |
| 24 mars 2013      | Manille      | Philippines - Cambodge | 8-0   | Qualifications à l'AFC Challenge Cup 2014 (Groupe E) |
| 14 novembre 2014  | Manille      | Philippines - Cambodge | 3-0   | Match amical                                         |

Bilan
Total de matchs disputés : 11
- Victoires de l'équipe des Philippines : 5
- Matchs nuls : 4
- Victoires de l'équipe du Cambodge : 2

## E

### Émirats arabes unis

#### Confrontations
Confrontations entre les Philippines et les Émirats arabes unis :
|   | Date            | Lieu      | Match                             | Score | Compétition  |
| - | --------------- | --------- | --------------------------------- | ----- | ------------ |
| 1 | 9 novembre 2013 | Abou Dabi | Émirats arabes unis - Philippines | 4-0   | Match amical |

#### Bilan
Au 12 avril 2019 :
- Total de matchs disputés : 1
- Victoires des Philippines : 0
- Matchs nuls : 0
- Victoires des Émirats arabes unis : 1
- Total de buts marqués par les Philippines : 0
- Total de buts marqués par les Émirats arabes unis : 4

## J

### Japon
Confrontations entre les Philippines et le Japon :
| Date             | Lieu         | Match               | Score | Compétition                                                     |
| 7 mai 1917       | Tokyo        | Japon - Philippines | 2-15  | Match amical                                                    |
| 1er juin 1921    | Shanghai     | Philippines - Japon | 3-0   | Match amical                                                    |
| 23 mai 1923      | Ōsaka        | Japon - Philippines | 1-2   | Match amical                                                    |
| 20 mai 1925      | Manille      | Philippines - Japon | 4-0   | Match amical                                                    |
| 29 août 1927     | Shanghai     | Philippines - Japon | 1-2   | Match amical                                                    |
| 25 mai 1930      | Tokyo        | Japon - Philippines | 7-2   | Match amical                                                    |
| 15 mai 1934      | Manille      | Philippines - Japon | 3-4   | Match amical                                                    |
| 16 juin 1940     | Tokyo        | Japon - Philippines | 1-0   | Match amical                                                    |
| 26 mai 1958      | Tokyo        | Japon - Philippines | 0-1   | Match amical                                                    |
| 3 août 1967      | Taipei       | Japon - Philippines | 2-0   | Qualifications pour la Coupe d'Asie des nations 1968 (Groupe 3) |
| 18 juillet 1972  | Kuala Lumpur | Philippines - Japon | 1-5   | Match amical                                                    |
| 4 août 1972      | Singapour    | Philippines - Japon | 1-4   | Match amical                                                    |
| 3 septembre 1974 | Téhéran      | Japon - Philippines | 4-0   | Match amical                                                    |

Bilan
Total de matchs disputés : 13
- Victoires de l'équipe du Japon : 8
- Match nul : 0
- Victoires de l'équipe des Philippines : 5

## K

### Kirghizistan

#### Confrontations
Confrontations entre les Philippines et le Kirghizistan :
|   | Date             | Lieu    | Match                      | Score | Compétition                           |
| - | ---------------- | ------- | -------------------------- | ----- | ------------------------------------- |
| 1 | 6 septembre 2016 | Bichkek | Kirghizistan - Philippines | 1-2   | Match amical                          |
| 2 | 9 novembre 2016  | Bocaue  | Philippines - Kirghizistan | 1-0   | Match amical                          |
| 3 | 7 janvier 2019   | Dubaï   | Kirghizistan - Philippines | 3-1   | Coupe d'Asie des nations 2019 (gr. C) |

#### Bilan
Au 3 avril 2019 :
- Total de matchs disputés : 3
- Victoires des Philippines : 2
- Matchs nuls : 0
- Victoires du Kirghizistan : 1
- Total de buts marqués par les Philippines : 4
- Total de buts marqués par le Kirghizistan : 4

## M

### Macao

#### Confrontations
Confrontations entre Macao et les Philippines :
|   | Date              | Lieu      | Match               | Score | Compétition                                                  |
| - | ----------------- | --------- | ------------------- | ----- | ------------------------------------------------------------ |
| 1 | 29 décembre 1978  | Manille   | Philippines - Macao | 1-2   | Tour préliminaire à la Coupe d'Asie des nations 1980 (gr. 4) |
| 2 | 4 février 1996    | Hong Kong | Macao - Philippines | 5-1   | Tour préliminaire à la Coupe d'Asie des nations 1996 (gr. 2) |
| 3 | 12 octobre 2010   | Kaohsiung | Philippines - Macao | 5-0   | Coupe Long Teng 2010 (en)                                    |
| 4 | 29 septembre 2012 | Bacolod   | Philippines - Macao | 5-0   | Coupe de la Paix des Philippines 2012 (en)                   |

#### Bilan
Au 9 avril 2019 :
- Total de matchs disputés : 4
- Victoires de Macao : 2
- Matchs nuls : 0
- Victoires des Philippines : 2
- Total de buts marqués par Macao : 7
- Total de buts marqués par les Philippines : 12

### Maldives

#### Confrontations
Confrontations entre les Maldives et les Philippines :
|   | Date             | Lieu    | Match                  | Score    | Compétition                                                         |
| - | ---------------- | ------- | ---------------------- | -------- | ------------------------------------------------------------------- |
| 1 | 16 avril 2009    | Malé    | Maldives - Philippines | 3-2      | AFC Challenge Cup 2010 (gr. B)                                      |
| 2 | 27 mai 2014      | Malé    | Maldives - Philippines | 2-3 (ap) | AFC Challenge Cup 2014 (demi-finale)                                |
| 3 | 3 septembre 2015 | Manille | Philippines - Maldives | 2-0      | Match amical                                                        |
| 4 | 14 novembre 2019 | Malé    | Maldives - Philippines | 1-2      | Éliminatoires de la Coupe d'Asie des nations 2023 (2e tour - gr. A) |
|   | 9 juin 2020      |         | Philippines - Maldives |          | Éliminatoires de la Coupe d'Asie des nations 2023 (2e tour - gr. A) |

#### Bilan
Au 22 novembre 2019 :
- Total de matchs disputés : 4
- Victoires des Maldives : 1
- Matchs nuls : 0
- Victoires des Philippines : 3
- Total de buts marqués par les Maldives : 6
- Total de buts marqués par les Philippines : 9

## T

### Timor oriental

#### Confrontations
Confrontations entre les Philippines et le Timor oriental :
|   | Date             | Lieu         | Match                        | Score | Compétition                                     |
| - | ---------------- | ------------ | ---------------------------- | ----- | ----------------------------------------------- |
| 1 | 14 décembre 2004 | Kuala Lumpur | Philippines - Timor oriental | 2-1   | Tiger Cup 2004 (en) (gr. B)                     |
| 2 | 14 novembre 2006 | Bacolod      | Philippines - Timor oriental | 7-0   | Championnat de l'ASEAN 2007 (tour préliminaire) |
| 3 | 17 octobre 2008  | Phnom Penh   | Philippines - Timor oriental | 1-0   | AFF Suzuki Cup 2008 (tour préliminaire)         |
| 4 | 22 octobre 2010  | Vientiane    | Timor oriental - Philippines | 0-5   | AFF Suzuki Cup 2010 (tour préliminaire)         |
| 5 | 5 décembre 2017  | Taipei       | Timor oriental - Philippines | 1-0   | Match amical                                    |
| 6 | 17 novembre 2018 | Kuala Lumpur | Timor oriental - Philippines | 2-3   | AFF Suzuki Cup 2018 (gr. B)                     |

#### Bilan
Au 11 avril 2019 :
- Total de matchs disputés : 6
- Victoires des Philippines : 5
- Match nul : 0
- Victoires du Timor oriental : 1
- Total de buts marqués par les Philippines : 18
- Total de buts marqués par le Timor oriental : 4